# رکود بزرگ (فیلم)
رُکود بزرگ (انگلیسی: The Big Short) یک فیلم آمریکایی در سبک زندگینامه‌ای و کمدی-درام به کارگردانی و نویسندگی آدام مک‌کی است که در سال ۲۰۱۵ منتشر شد. این فیلم بر اساس کتابی به همین نام نوشتهٔ مایکل لوئیس روزنامه‌نگار آمریکایی، دربارهٔ بحران مالی ۲۰۰۸-۲۰۰۷ است که بالا رفتن نرخ بازار مسکن و حباب اقتصادی را به ارمغان آورد. در این فیلم بازیگرانی همچون کریستین بیل، استیو کارل، رایان گاسلینگ و برد پیت ایفای نقش می‌کنند. رکود بزرگ توسط استودیو پارامونت پیکچرز ابتدا در ۱۱ دسامبر ۲۰۱۵ به صورت اکران محدود به نمایش درآمد و سپس در ۲۳ دسامبر ۲۰۱۵ در سراسر جهان اکران شد. فیلم نامزد دریافت جایزه گلدن گلوب ۲۰۱۶ در چهار رشته شد، اما جایزه‌ای کسب نکرد، همچنین نامزد دریافت جایزه اسکار در چهار رشته از جمله بهترین فیلم و بهترین کارگردانی شد که در نهایت موفق شد جایزه اسکار بهترین فیلم‌نامه اقتباسی را به دست آورد.
این فیلم برای کسانی که با ادبیات اقتصادی و مالی آشنایی ندارند درک سختی ایجاد میکند خصوصا که همان عبارت ها بدرستی ترجمه نشده باشد.

## خطای رایج در ترجمه نام فیلم
البته نام این فیلم معادل فارسی ندارد و قابل ترجمه نیست. می‌توان نام فیلم را این گونه توضیح داد: هنگامی که معامله گری پیش‌بینی کند قیمت یک سهم در آینده کاهش می‌یابد، با روش فروش استقراضی یا ابزار اختیار معامله می‌تواند از وقوع ریزش، سود کسب کند. به این کار «short» کردن می‌گویند. داستان این فیلم در بارهٔ «short» کردن بازار است، یک «short» بزرگ (Big).

## داستان
رکود بزرگ نگاهی کمدی به بحران مالی ۲۰۰۸-۲۰۰۷ در آمریکا دارد و داستان معامله گرانی را بیان می‌کند که تنها در دوره کوتاه، موقع بالا رفتن بهای سهام و اوراق قرضه سرمایه‌گذاری می‌کنند. این گروه منفور معامله‌گران دراز مدت هستند که بازار را تا بالاترین حد آن سوق می‌دهند. عملکرد دو گروه از معامله‌گران در ترقی انفجاری بازار مسکن آمریکا در سال ۲۰۰۰ تأثیر زیادی داشت. این فیلم با زاویه دید متفاوت به عملکرد معامله‌گران و مدیران مالی، ناتوانی وال استریت با وام‌ها و بهره‌های بانکی سرسام آوری را تصویر می‌کند که آمریکا را به سوی بحران اقتصادی لغزاند.

## تولید

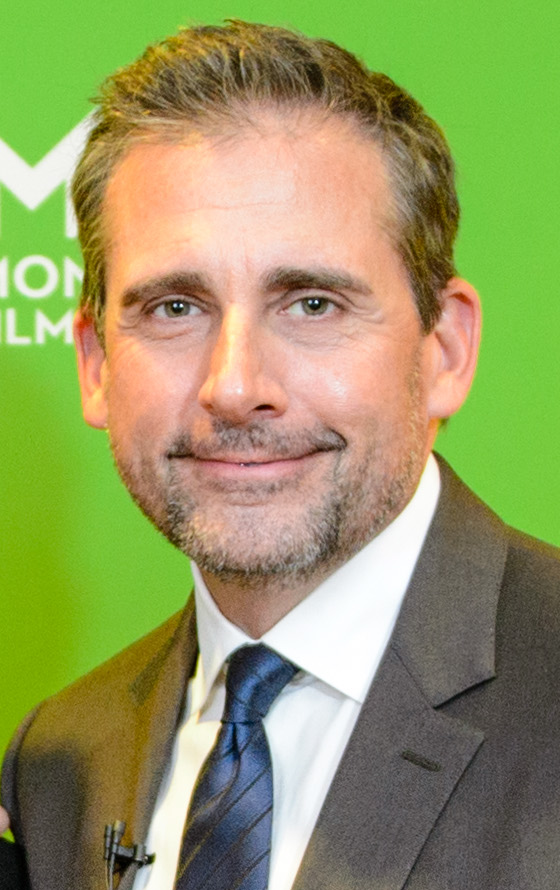
استیو کارل بازیگر فیلم

فیلم اقتباسی از کتاب پرفروش مایکل لوئیس روزنامه‌نگار مالی آمریکایی است. آدام مک‌کی کارگردان با اشاره به علاقه‌اش به فیلم‌نامه می‌گوید: «شاید برای بعضی‌ها عجیب بود و برایشان سؤال شده بود در حالی‌که پروژه‌های بزرگتری وجود داشت چرا من روی این پروژه کار می‌کنم. ولی من به این موضوعات علاقه داشتم. نکته مهم این بود که وقتی سناریو را برای بازیگران از جمله کریستین بیل، برد پیت و بقیه فرستادم تقریباً همه‌شان خیلی زود جواب مثبت دادند. اینجا بود که پروژه سرعت بیشتری گرفت.»
رایان گاسلینگ می‌گوید: «بهترین بخش فیلم این است که کارگردان می‌خواهد چهره واقعی وال استریت را نشان بدهد. همیشه وال استریت به صورت جذاب و بی‌عیب تصویر شده و آدام مک‌کی، کارگردان آن تصویر را در هم شکسته است.» کریستین بیل نیز با اشاره به توانایی کارگردان می‌گوید: «به نظر من کار آدام مک‌کی فوق‌العاده بود. او توانست افسانه‌ای را بشکند که کسانی مثل ما آن را نمی‌فهمیدند. اما وقتی داستان در قالب انسان‌ها می‌رود و همه آن ظواهر و ادعاهایی که وال استریت با تعمد برای گمراه کردن مردم استفاده می‌کند کنار می‌رود، آنوقت کنه ماجرا برای ما روشن می‌شود.»

## بازیگران
- کریستین بیل در نقش مایکل بوری
- استیو کارل در نقش مارک بائوم
- رایان گاسلینگ در نقش جارد وانت
- برد پیت در نقش بن ریکرت
- جان ماگارو در نقش چارلی گلر
- فین ویتراک در نقش جیمی شیپلی
- همیش لینکلیتر در نقش پورتر کالینز
- ریف اسپال در نقش دنی موزس
- جرمی استرانگ در نقش وینی دنیل
- ادپرو اودیه در نقش کتی تائو
- مریسا تومی در نقش سینتیا بائوم
- ملیسا لیو در نقش جورجیا هالی
- بایرون من در نقش آقای چائو
- تریسی لتس در نقش لارنس فیلدز
- کارن گیلان در نقش ایو
- ماکس گرینفیلد در نقش کارگزار وام مسکن
- بیلی مگنوسن در نقش کارگزار وام مسکن
- سلنا گومز در نقش خودش
- مارگو رابی در نقش خودش
- آنتونی بوردن در نقش خودش
- ریچارد تالر در نقش خودش